# Mariano Ospina Rodríguez
Mariano Ospina Rodríguez (Guasca, 1806 – Medellín, 1885) è stato un politico colombiano.
Nemico di Simón Bolívar, fu deputato della Repubblica della Nuova Granada dal 1846, presidente del congresso e presidente della repubblica dal 1857 al 1861.